# Alcazaba (Almería)
Pour les articles homonymes, voir Alcazaba.
L’Alcazaba d'Almería (de l'arabe qasaba, قصبة, al kasbah, « citadelle ») est une forteresse située dans la ville éponyme en Andalousie.

## Histoire
En 955, Almería gagne le statut de médina (ville) grâce au calife Abd al-Rahman III avec la construction de la citadelle défensive, située dans le secteur haut de la ville. Dotée de murailles et de tours mais aussi de squares, de maisons et d’une mosquée, la Alcazaba est également destinée à accueillir le siège du gouvernement local, commandant la ville et la mer toute proche.
Le complexe est élargi sous Almanzor (premier ministre du Calife Hicham II) et, plus tard, sous Al-Jairan, premier roi de la taïfa d'Almería (1012 à 1028).

## Architecture
La première enceinte correspond au premier camp musulman et est utilisée comme abri pour la population en cas de siège. À cette fin, elle a été dotée d'importantes citernes à eau de pluie. La première enceinte est séparée de la seconde par le Muro de la Vela (Mur de la voile), qui tient son nom d'une cloche, la Santa María de los Dolores, qui avertissait la population en cas d'événements tels que l'arrivée d'un navire dans le port, le danger, les incendies, etc. 
La seconde enceinte est un lieu de résidence pour les gouverneurs, leurs soldats et leurs serviteurs et comprend également des bains, des réservoirs, des tentes.
L’enceinte extérieure est la plus moderne de la forteresse. Après la conquête chrétienne d'Almería, les Rois catholiques  possèdent un château construit dans le secteur le plus élevé de la ville, plus apte à résister à l'artillerie moderne.

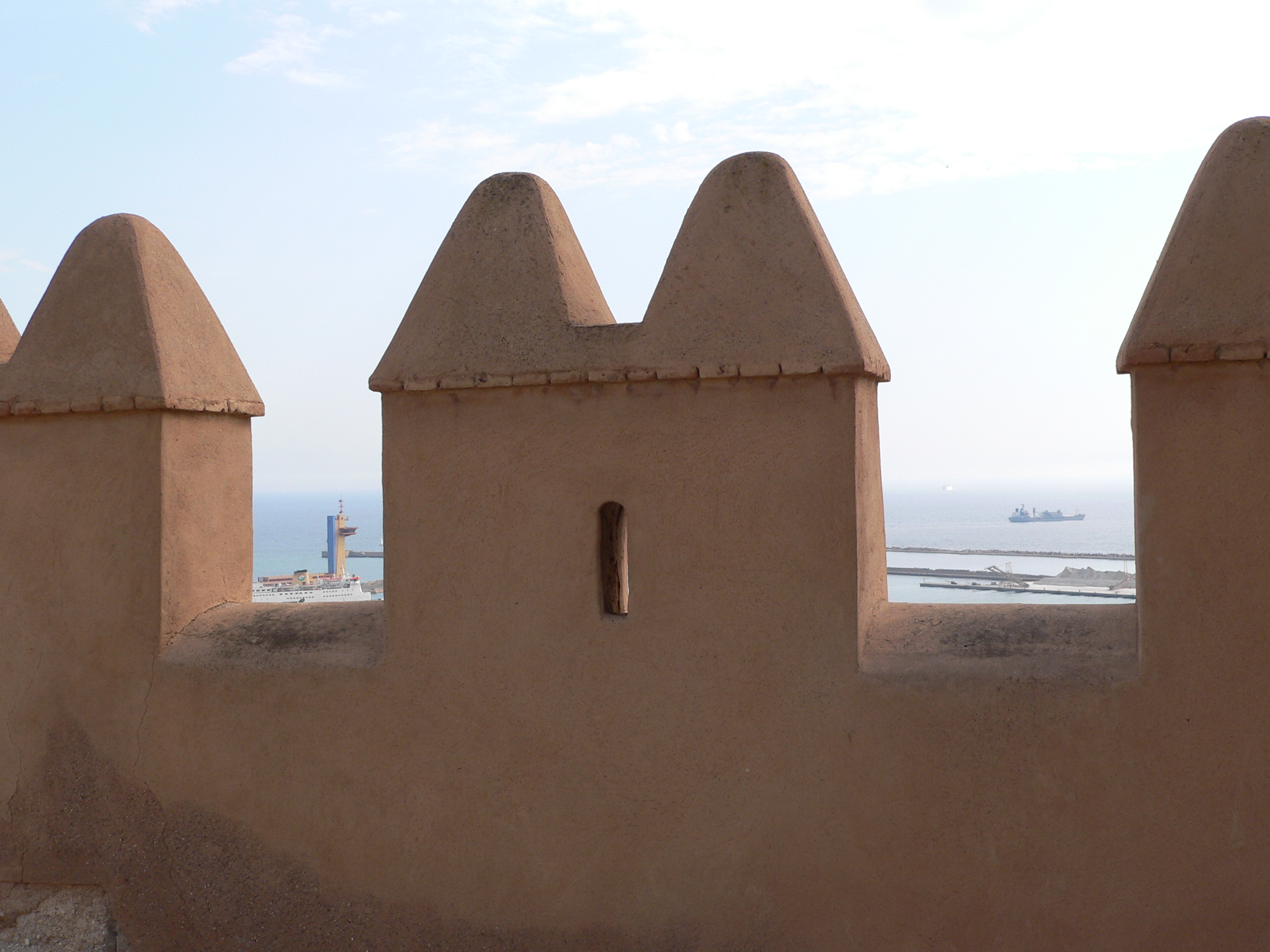
Merlons des remparts
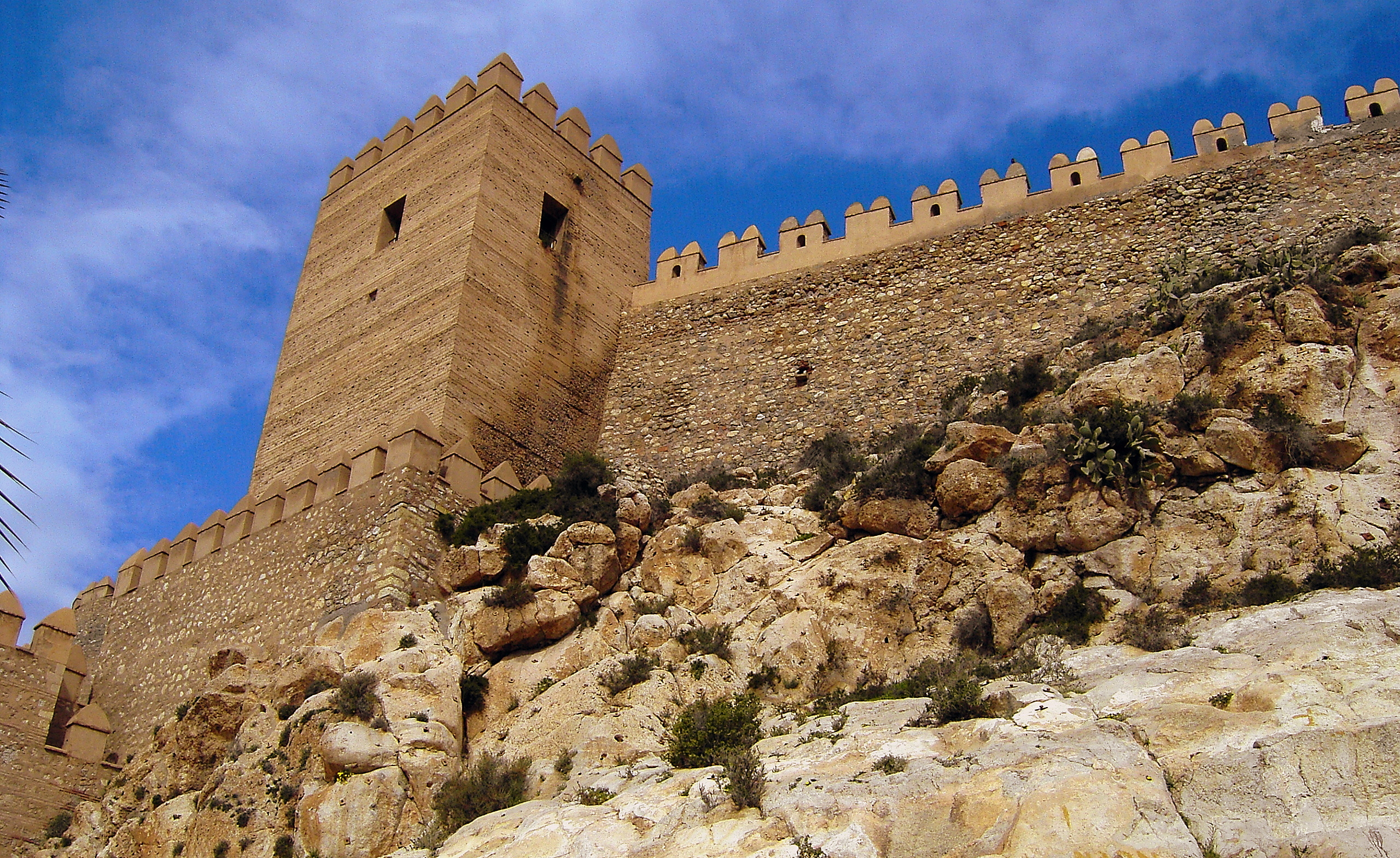
Rempart avec sa tour défensive
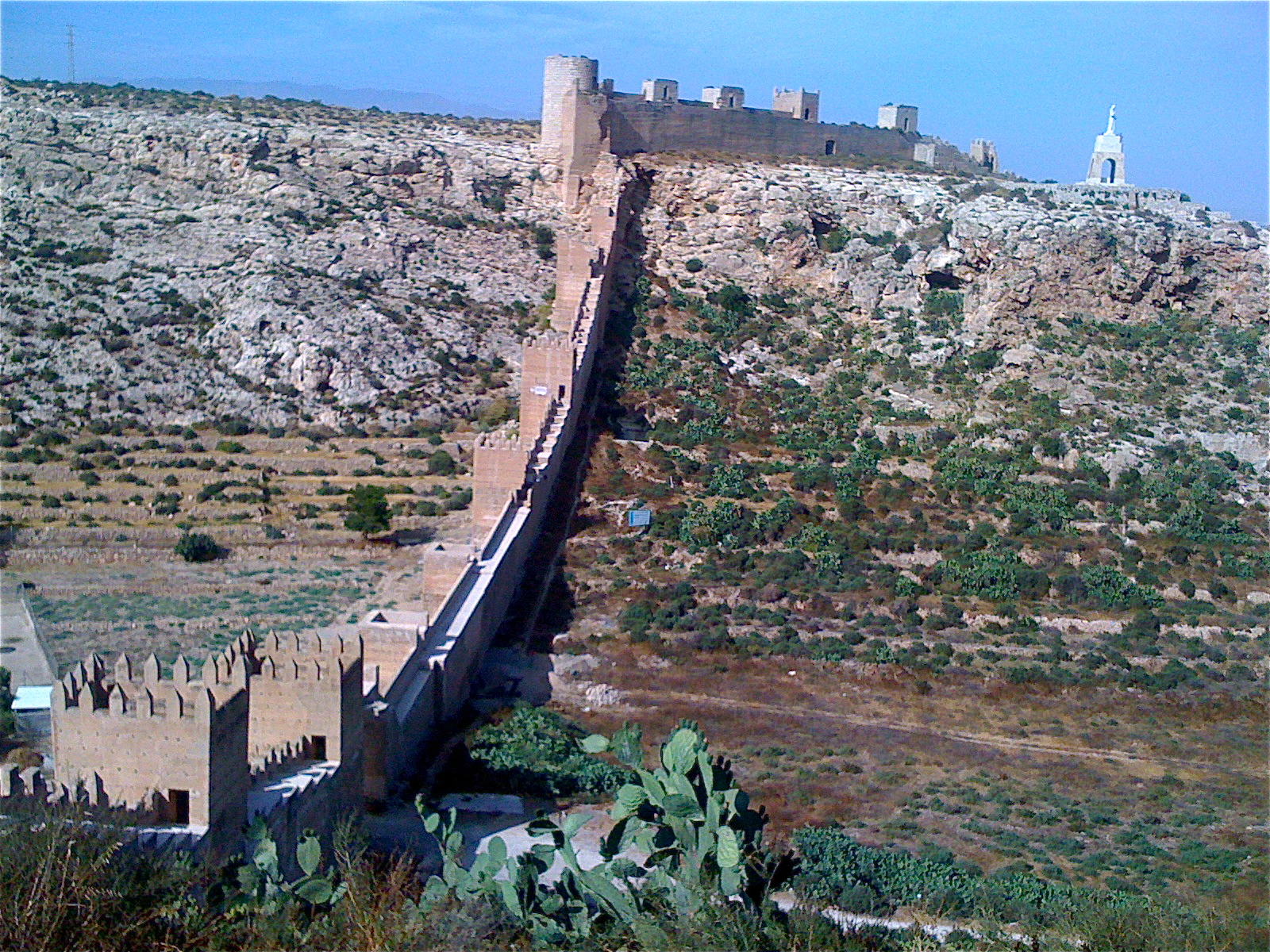
Remparts
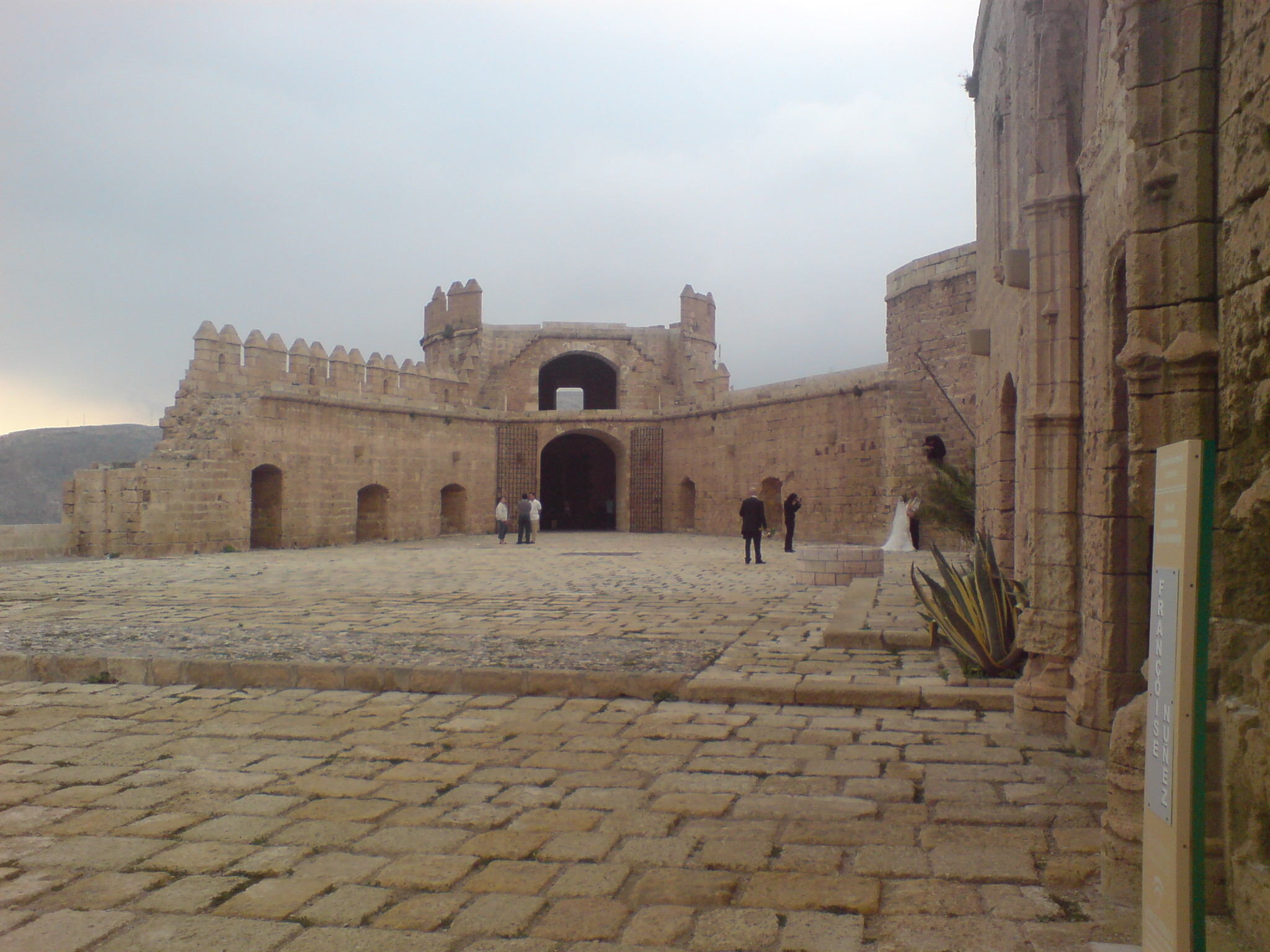
Cour intérieure
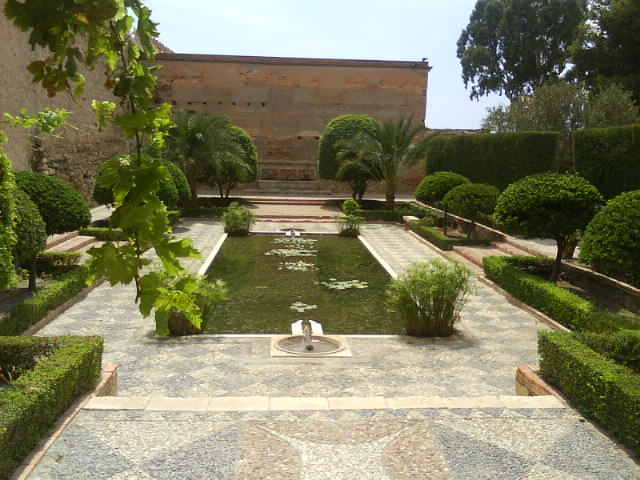
Jardins

## La citadelle dans les arts et la littérature
C'est dans la citadelle que furent installés les décors de Ron Cobb pour le film Conan le Barbare.